# (16065) Borel
Pour les articles homonymes, voir Borel.
(16065) Borel est un astéroïde de la ceinture principale.

## Description
(16065) Borel est un astéroïde de la ceinture principale. Il fut découvert le 11 septembre 1999 à Prescott (Arizona) par Paul G. Comba. Il présente une orbite caractérisée par un demi-grand axe de 2,66 UA, une excentricité de 0,04 et une inclinaison de 3,4° par rapport à l'écliptique.

## Compléments